# Кангирьюатьягмиут
Кангирьюатьягмиут (англ. Kangiryuatjagmiut, также Кангхириатмагмиут, Канхирьюатьидгмиут, англ. Kanghiryatmagmiut, Kanhiryuatjidgmiut) — географически определённая подгруппа народности так называемых «медных инуитов». Они жили около Минто-Инлет, а также в областях между Минто-Инлет и бухтой Уокер-Бей, в Северо-Западных территориях Канады.
Наряду с подгруппой Кангирьюармиут из Принс-Альберт-Саунд, эскимосы Кангирьюатьягмиут являлись наиболее северным народом из всех «медных инуитов». Как и Кангирьюармиут, они сезонно совершали миграции по западной зоне острова Виктория, а также по острову Банкс и материковой части Канады, где сейчас расположена деревня Куглуктук, провинция Нунавут. На острове Банкс они проводили лето, занимаясь охотой, а зимовали на океанском льду в зоне между Минто-Инлет и Уокер-Бей. Поскольку они жили до того, как «медные инуиты» стали вступать в контакт с белыми людьми, у них не было шхун, и передвигались они обычно пешком, вследствие чего развивалось то, что Наттолл в 1992 году по-английски назвал «embodied memoryscape», подразумевая появившееся у людей знание названий и понимание приблизительного местонахождения районов, через которые проходил их маршрут, а также национальной культуры и фольклора этих областей. Согласно мнению Элен Баланофф и Синтии Чэмберс (англ. Helen Balanoff, Cynthia Chambers), это знание играло неотъемлемую роль в формировании самобытности и грамотности диалекта Инуиннактун.
Согласно подсчётам, выполненным В 1913 году исследователем Арктики Вильялмуром Стефансоном, общая численность подгрупп Кангирьюатьягмиут и Кангирьюармиут составляла приблизительно 176 человек. Точно высчитать численность каждой подггруппы в отдельности представлялось крайне сложным в связи с частым перемещением людей из этих племён на территории проживания друг друга.